# Lachnus acutihirsutus
Lachnus acutihirsutus är en insektsart som beskrevs av Kumar och Burkhardt 1970. Lachnus acutihirsutus ingår i släktet Lachnus och familjen långrörsbladlöss. Inga underarter finns listade i Catalogue of Life.